# Juksirahu
Juksirahu est une île d'Estonie.